# Ricardo Venegas Carhart
Ricardo Venegas Carhart (25 de agosto de 1949) es un geólogo y músico chileno, quien ha sido desde 1979 hasta 1992, y desde 2003 a la actualidad, integrante de la banda Quilapayún.

## Carrera musical

### En Chile
La primera participación oficial de Ricardo Venegas en una banda musical fue en Los Puntos, la cual no estaba relacionada con la Nueva Canción Chilena, estilo que lo marcaría más adelante por el resto de su carrera.
Ricardo Venegas se integra en 1972 a un taller musical dictado por la banda Quilapayún en Santiago de Chile. La agrupación ya tenía ocho años de existencia, por lo cual era ya muy conocida a nivel nacional. Al año siguiente se produce el Golpe de Estado en Chile de 1973, y con ello se inicia la dictadura militar. Este primer evento coincide con una gira de Quilapayún en Francia, por lo cual estos deciden exiliarse en ese país.
Ricardo, en Chile, se integra entonces en 1974 al grupo Barroco Andino, donde permanece por 3 años.

### En Francia
En 1979, Ricardo viaja a Francia para reencontrarse con los miembros de Quilapayún, reemplazando como intérprete a Eduardo Carrasco, quien había decidido dedicarse a la composición musical y dirección de la banda.
Luego del retorno a la Democracia en Chile en 1990, parte de Quilapayún decide quedarse en Francia, mientras que otros retornan a Chile. En 1992, Ricardo abandona la banda junto con Carlos Quezada, por diferencias musicales con el entonces director musical de Quilapayún, Rodolfo Parada.

### Regreso a Chile
De vuelta en Chile, Venegas comienza por primera vez a ejercer en su profesión de geólogo.
En 1995, Venegas se une al grupo Preludio como director musical, permaneciendo allí hasta mediados de 2009.
La separación con Quilapayún duraría hasta 2003, año en que Venegas vuelve a reunirse en la agrupación junto con Gómez, Lagos y García, así como dos integrantes clave, pertenecientes a la primera generación y que la habían dejado hacía tiempo: Eduardo Carrasco y Carlos Quezada. Este evento en la historia de la banda quedará patente en el álbum «El reencuentro», lanzado el año 2004 por la facción de Quilapayún en Chile.

## Discografía
En Quilapayún
- 1979 - Umbral
- 1980 - Alentours
- 1980 - Darle al otoño un golpe de ventana para que el verano llegue hasta diciembre
- 1982 - La revolución y las estrellas
- 1983 - Chante Neruda
- 1983 - Quilapayún en Argentina
- 1984 - Tralalí tralalá
- 1985 - Quilapayún en Argentina vol. 2
- 1987 - Survarío
- 1988 - Los tres tiempos de América
- 1989 - Quilapayún ¡en Chile!
- 1992 - Latitudes
- 1998 - Antología 1968-1992
- 2004 - El reencuentro
- 2007 - Siempre
- 2009 - Solistas

En conjunto
- 2004 - Inti + Quila Música en la memoria

## Reconocimientos
- 1995 - Premio Gabriela Mistral, entregado por el Ministerio de Educación de Chile.[5]